# Leon Gottdank
Leon Gottdank, właśc. Leib Gottdank (ur. 1885, zm. ?) – polski Żyd, fotograf.

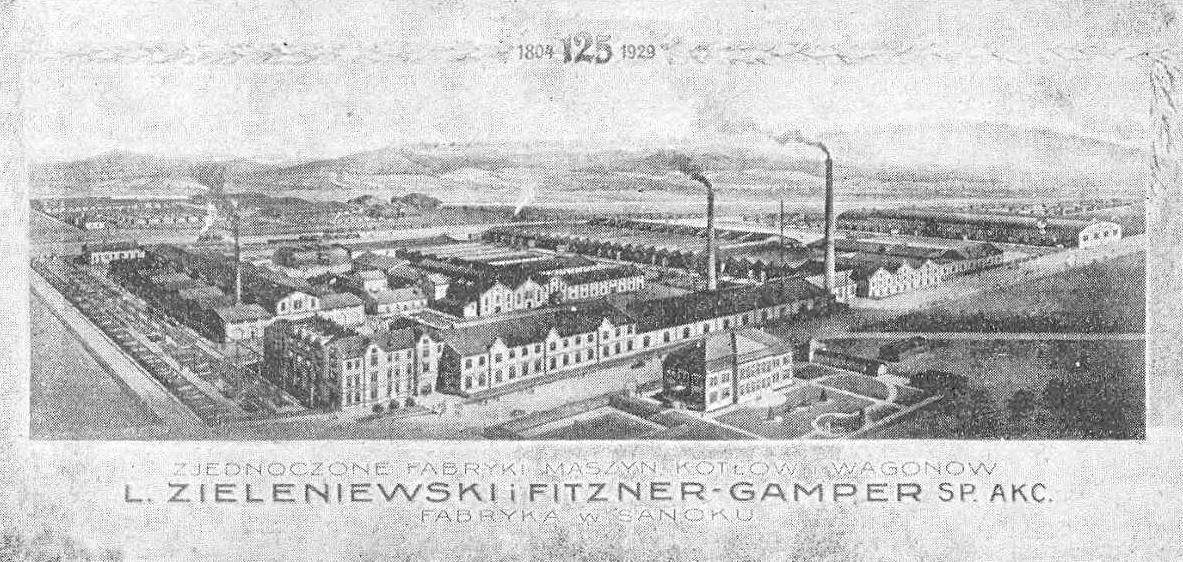
Fotografia Fabryki Maszyn i Wagonów w Sanoku, autorstwa Leona Gottdanka

## Życiorys
Urodził się w 1885. Był fotografem. Zarówno w okresie zaboru austriackiego w ramach autonomii galicyjskiej, jak i po odzyskaniu przez Polskę niepodległości w okresie II Rzeczypospolitej prowadził w Sanoku prywatny zakład fotograficzny. Uchwałą Rady Miejskiej w Sanoku z 1906 został uznany przynależnym do gminy Sanok. Jego zakład nosił nazwę „Adela”. Był umiejscowiony w budynku przy ulicy Jagiellońskiej. Ponadto Gottdank prowadził także zakład w Brzozowie, otwarty w niedziele. Jako fotograf wykonywał zdjęcia Sanoka i okolic przed i po 1918. Jego fotografie ukazywały się na wydawanych widokówkach. Został odznaczony złotym medalem na międzynarodowej wystawie sztuki w Paryżu.
Pełnił funkcję prezesa Oddziału Inwalidów Żydowskich w Sanoku. W 1927 nabył w Sanoku dom przy ulicy Jagiellońskiej 42. Jego żoną została Regina, z którą miał syna Ignacego (ur. 1913) i córkę Helenę (ur. 1922). Jego syn także zajmował się fotografowaniem w Sanoku.
Po wybuchu II wojny światowej i nastaniu okupacji niemieckiej w drugiej połowie września 1939 wraz z rodziną i innymi żydowskimi mieszkańcami Sanoka został przymusowo wydalony przez Niemców na prawy (wschodni) brzeg Sanu, tj. na obszar okupowany przez sowietów. Później wspólnie z rodziną znalazł się na terytorium Uzbeckiej SRR, gdzie w 1943 zmarła jego żona. Po zakończeniu wojny powrócił do Polski i osiadł we Wrocławiu. W tym mieście prowadził zakład fotograficzny.